# قاتل: دختری که لایق مرگ است
قاتل همچنین با نام قاتل: دختری که لایق مرگ است (کره‌ای: 더 킬러: 죽어도 되는 아이؛ انگلیسی: The Killer: A Girl Who Deserves To Die) نیز شناخته می‌شود، یک فیلم اکشن دلهره‌آور محصول سال ۲۰۲۲ کره جنوبی به کارگردانی چوی جه هون و با بازی جانگ هیوک به عنوان شخصیت اصلی است. این فیلم برگرفته از رمان مشهور با نام «بچه‌ای که لایق مرگ است» به نویسندگی بانگ جین هو است.